# USATF Invitational 2021
Das USATF Invitational 2021 war eine Leichtathletik-Veranstaltung die am 25. Mai 2021 im texanischen Prairie View stattfand. Sie war Teil der World Athletics Continental Tour zählte zu den Silber-Meetings, der zweithöchsten Kategorie dieser Leichtathletik-Serie. Aufgrund schlechter Wetterbedingungen wurde der Stabhochsprung in die Halle verlegt und die sonstigen Wettbewerbe größtenteils abgesagt.

## Resultate

### Männer

#### Dreisprung
| Platz | Athletin          | Land | Weite (m) |
| ----- | ----------------- | ---- | --------- |
| 1     | Chris Carter      | USA  | 16,95     |
| 2     | Felix Obit        | USA  | 15,97     |
| 3     | Craig Stevens Jr. | USA  | 15,62     |
| 4     | Darrel Jones      | USA  | 15,54     |
|       | Andrew Gilreath   | USA  | NM        |

#### Stabhochsprung
| Platz      | Athlet             | Land | Höhe (m) |
| ---------- | ------------------ | ---- | -------- |
| 1          | Christopher Nilsen | USA  | 5,90     |
| 2          | Kyle Pater         | USA  | 5,80     |
| 3          | KC Lightfoot       | USA  | 5,70     |
| 4          | Audie Wyatt        | USA  | 5,60     |
| 5          | Nate Richartz      | USA  | 5,60     |
| 5          | Matt Ludwig        | USA  | 5,60     |
| 7          | Jacob Wooten       | USA  | 5,50     |
| 8          | Andrew Irwin       | USA  | 5,50     |
| 8          | Scott Houston      | USA  | 5,50     |
| 10         | Reese Watson       | USA  | 5,35     |
|            | Austin Miller      | USA  | NH       |
| Dylan Bell | USA                | NH   |          |

### Frauen

#### Hochsprung
| Platz | Athlet              | Land | Höhe (m) |
| ----- | ------------------- | ---- | -------- |
| 1     | Rachel McCoy        | USA  | 1,96     |
| 2     | Priscilla Frederick | ATG  | 1,85     |
| 3     | Shelley Spires      | USA  | 1,75     |

#### Stabhochsprung
| Platz       | Athlet                | Land | Höhe (m) |
| ----------- | --------------------- | ---- | -------- |
| 1           | Morgann LeLeux Romero | USA  | 4,60     |
| 2           | Kortney Ross          | USA  | 4,50     |
| 3           | Olivia Gruver         | USA  | 4,50     |
| 4           | Anicka Newell         | CAN  | 4,40     |
| 5           | Natalie Uy            | PHI  | 4,30 =NR |
| 6           | Stephanie Richartz    | USA  | 4,15     |
| 7           | Marissa Kalsey        | USA  | 4,15     |
|             | Robin Bone            | CAN  | NH       |
| Emily Grove | USA                   | NH   |          |

#### Weitsprung
| Platz | Athletin       | Land | Weite (m) |
| ----- | -------------- | ---- | --------- |
| 1     | Ese Brume      | NGR  | 6,61      |
| 2     | Quanesha Burks | USA  | 6,17      |